# Theozentrismus
Der Begriff Theozentrismus setzt sich zusammen aus altgriechisch θεός theos, deutsch ‚Gott‘ und altgriechisch κέντρον kentron, deutsch ‚Stachel‘, ‚Zirkelspitze‘, ‚Kreismitte‘, daraus lateinisch centrum, und bezeichnet eine religiös geprägte Weltanschauung, die Gott oder eine oder mehrere Gottheiten im geistigen Zentrum der Welt sieht.
Gott oder ein göttliches Wesen bildet das Zentrum der Welt, das heißt, die Lebens- und Denkweise der Menschen ist religionsorientiert. Alternativen zum Theozentrismus sind der Anthropozentrismus und der Physiozentrismus, denen gemeinsam ist, nicht eine transzendente Instanz, sondern den Mensch bzw. die Natur als das Zentrum der Welt anzusehen.
Der Übergang vom Theozentrismus zum Anthropozentrismus fand erstmals bereits in der Antike statt und wird von dem griechischen Philosophen Thales von Milet 600 v. Chr. eingeleitet.
Das Christentum ist christozentrisch, also theozentrisch und anthropozentrisch zugleich, das heißt, es hat Jesus Christus als Zentrum, der zugleich Gott und Mensch ist. Anthropozentrismus und Theozentrismus sind also im Christentum kein Gegensatz, sondern stehen in untrennbarer Beziehung zueinander. Während man im Mittelalter vor allem die theozentrische Seite betonte, ist die moderne Theologie mehr von der anthropozentrischen Sicht auf den christlichen Glauben bestimmt.
Mit der Aufklärung wurde die allgemeine Weltanschauung wieder anthropozentrisch.